# Hendrik Jacobus Scholten
Hendrik Jacobus Scholten (Amszterdam, 1824. július 11. – Heemstede, 1907. május 29.) holland festő.

## Életútja
Petrus Franciscus Greive és Lambertus Johannes Hansen tanítványa volt. 1852-ben az amszterdami Királyi Szépművészeti Akadémia (Koninklijke Academie voor Beeldende Kunsten) tagja lett. 1872-ben a haarlemi Teylers Stichting (Teylers Múzeumot felügyelő alapítvány) restaurátora lett. A múzeum számos festményét őrzi, de az alapítvány otthonául szolgáló Fundatiehuisban is láthatók festményei. Ebben az épületben lakott 1863-tól haláláig. A halál Heemstedeben érte.
Elsősorban tájképet festett valamint virágkompozíciókat és pásztori jeleneteket. Beltéri ábrázolásainál Pieter de Hooch követője volt. Hozzájárult Jacob van Lennep De voornaamste geschiedenissen van Noord-Nederland című történelem könyvének illusztrálásához. Művei a haarlemi múzeum mellett az amszterdami Rijksmuseumban és az amszterdami városi múzeumban láthatók. Jacobus van Looy tanára volt.
Jelentősebb festményei:
- Rózsát szagoló úrhölgy
- Vendégek a vásárban
- Önarckép
- Vasárnap reggel

## Fordítás
- Ez a szócikk részben vagy egészben  a   Hendrik Jacobus Scholten című angol Wikipédia-szócikk ezen változatának fordításán alapul.  Az eredeti cikk szerkesztőit annak laptörténete sorolja fel. Ez a jelzés csupán a megfogalmazás eredetét és a szerzői jogokat jelzi, nem szolgál a cikkben szereplő információk forrásmegjelöléseként.